# Jackie Collins

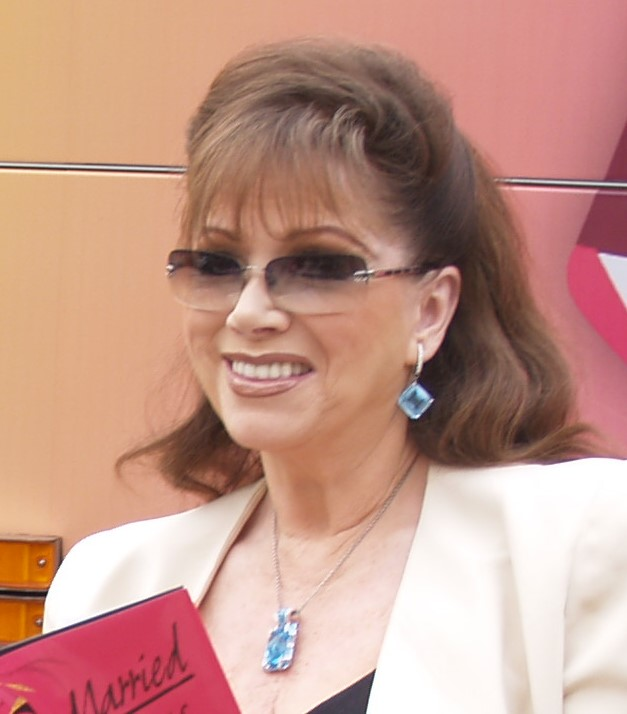
Jackie Collins

Jacqueline Jill ("Jackie") Collins (Londen, 4 oktober 1937 – Beverly Hills, 19 september 2015) was een Brits romanschrijfster. Ze was de jongere zuster van actrice Joan Collins.

## Levensloop
Collins heeft drieëndertig romans op haar naam staan, waarvan er in 2015 wereldwijd naar schatting tussen de 250 en 400 miljoen waren verkocht. Haar boeken beschrijven voornamelijk het leven van rijke en beroemde personages uit de rijke wereld van Hollywoodfilmsterren. Als kind schreef Collins verhaaltjes en hield ze een dagboek bij. Hoewel ze aanvankelijk actrice wilde worden, net als haar zus Joan, stortte ze zich uiteindelijk op het schrijverschap. Haar eerste boek, The World is Full of Married Men (1968), werd meteen een bestseller. Nadien schreef Collins de ene bestseller na de andere. Met Hollywood Wives brak ze in 1983 internationaal door. Een aantal romans werd verfilmd of bewerkt tot miniseries op televisie. In 1998 had Collins een eigen televisieprogramma, Jackie Collins Hollywood, dat dagelijks werd uitgezonden en waarin acteurs te gast waren.
Collins overleed in 2015 op 77-jarige leeftijd aan borstkanker.

### Hollywoodserie
- Hollywood Wives (1983)
- Hollywood Husbands (1986)
- Hollywood Kids (1994)
- Hollywood Wives: The New Generation (2001)
- Hollywood Divorces (2003)

### Santangelo-serie
- Chances (1981)
- Lucky (1985)
- Lady Boss (1990)
- Vendetta: Lucky's Revenge (1996)
- Dangerous Kiss (1999)
- Drop Dead Beautiful (2007)
- Goddess of Vengeance (2011)
- Confessions of a Wild Child (2013)

### Madison Castelli-serie
- L. A. Connections, bestaande uit:
  - Power (1998)
  - Obsession (1998)
  - Murder (1998)
  - Revenge (1998)
- Lethal Seduction (2000)
- Deadly Embrace (2002)

### Overig
- The Lucky Santangelo Cookbook (2014)